# Christoph Andreas Johann Szembek

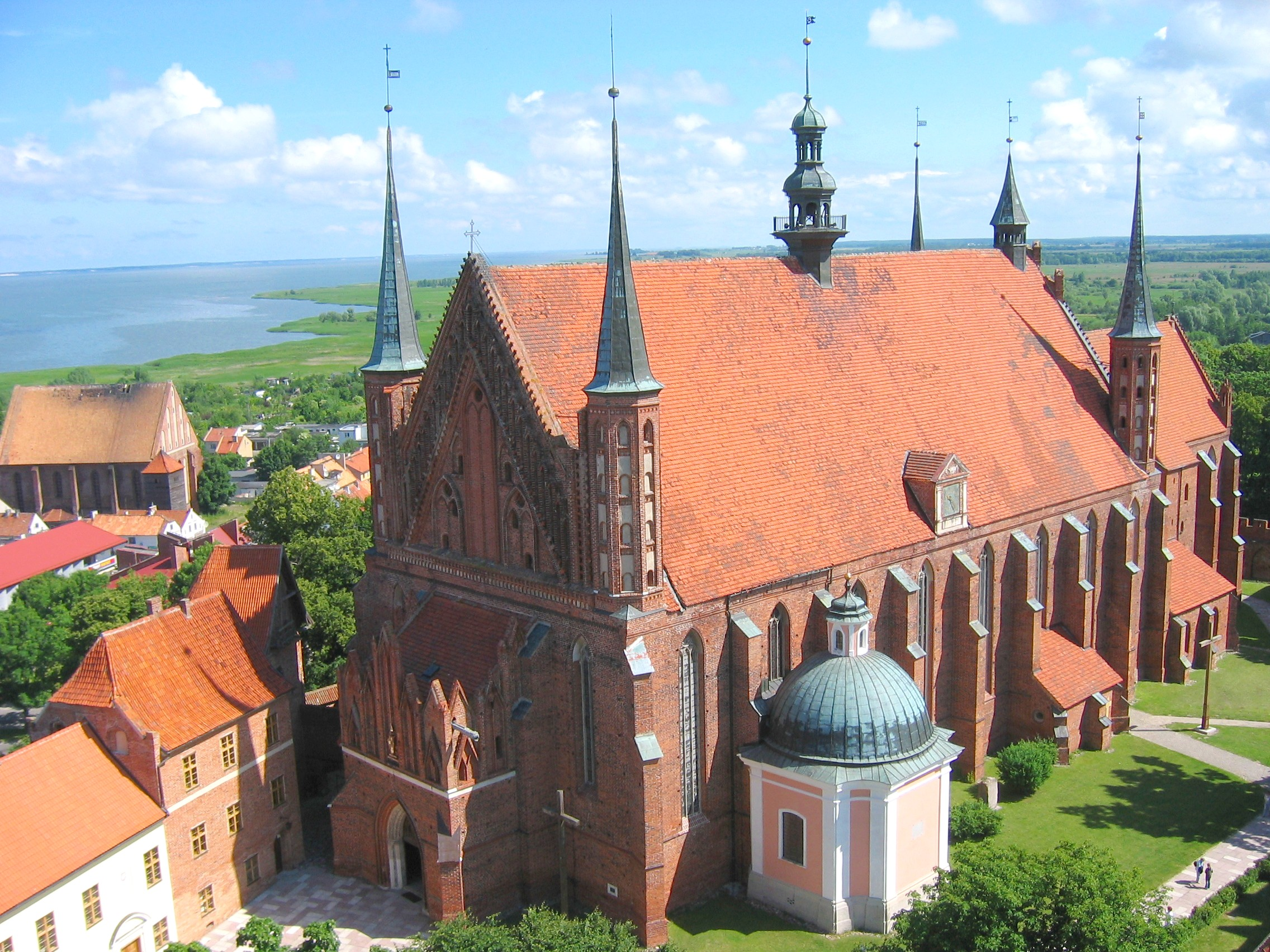
Die Szembeksche Kapelle (barock) am Frauenburger Dom (gotisch) unten rechts

Christoph Andreas Johann Szembek (Schönbeck) (* 16. Mai 1680; † 16. März 1740 in Heilsberg, Ermland) war Fürstbischof (SRI Principis) von Ermland und Samland.
Er war ein Sohn des Starosten von Biecz, Palatinatus Cracoviensis, der aus der Familie Schönbeck von Tirol stammte, welche 1566 in den polnischen Adel aufgenommen wurde.
Mitglieder der Familie gewannen bald Einfluss auf das politische und gesellschaftliche Leben in Polen. Unter den sächsischen Königen Polens bekleideten verschiedene Mitglieder zahlreiche weltliche und kirchliche Ämter. Szembek erhielt Schulung durch einen Hauslehrer und reiste dann durch Europa. Er absolvierte ein Philosophie- und Theologiestudium an der Jagiellonen-Universität in Krakau, das er 1712 abschloss.
Bereits am 30. Juli 1711 wurde er zum Bischof von Chełm ernannt, konsekriert wurde er am 22. Mai 1713. Am 15. Mai 1719 wurde er zum Bischof von Przemyśl bestellt.
Der sächsische König von Polen August II. verhalf Szembek u. a. zum Bistum Ermland, in dem er ihn 1723 dem Domkapitel in Frauenburg zum Domherren vorschlug, woraufhin dieser am 17. Februar 1724 zum Bischof von Ermland gewählt und am 14. September 1724 durch Papst Benedikt XIII. eingesetzt wurde. Szembek nahm an Sitzungen des polnischen Reichstages teil, war Gesandter in Kurland und trat in preußischen Landtagen auf.
1725 sowie 1732–1739 unternahm er persönlich Generalvisitationen in der Diözese Ermland und hielt eine Diözesansynode in Heilsberg.
1726 gab er das Buch Synodus Dioecesana Varmiensis und 1735 einen Katechismus heraus. Während seiner Amtszeit wurden die Wallfahrtskirchen Heiligelinde, Glottau und Crossen bei Wormditt im barocken Stil vollendet. Ebenfalls ließ er am Dom zu Frauenburg die barocke Salvatorkapelle errichten.
Szembek war bescheiden aber stiftete bedeutende Summen für wohltätige Zwecke. Er verteidigte den Exemtstatus Ermlands erfolgreich gegen den Erzbischof von Gnesen.
Ebenfalls vertrat er die Jurisdiktionsrechte über die Katholiken im Gebiet des ehem. Herzogtums und seit 1701 Königreichs Preußen gegenüber dem preußischen König, welche dem Bischof von Ermland seit der Reformation und der Auflösung des Erzbistums Riga zustanden. Szembek erkannte 1734 den Sohn Augusts des Starken, August III. als König von Polen an.
Bischof Szembek verstarb 1740 an einem Schlaganfall in seiner bischöflichen Residenz zu Heilsberg und wurde auf seinen Wunsch in der von ihm gestifteten Salvatorkapelle am Frauenburger Dom bestattet.
Er hatte sich stets darum bemüht, im Geiste des Konzils von Trient zu handeln.